# Moebius (sèrie de televisió)
Moebius és una sèrie de televisió catalana produïda per Televisió de Catalunya i Veranda TV i estrenada el 17 de maig del 2021. És un thriller creat per Eduard Cortés i Piti Español que explica la investigació engegada per una professora de matemàtiques que vol esbrinar les circumstàncies de la mort d'un alumne seu. Té una temporada de 10 episodis.

## Argument
A la Farga, un poble de Catalunya, ha mort l'Àlex, un estudiant de primer de Batxillerat. La professora de matemàtiques, Mamen Salvat, no accepta la versió oficial dels fets i comença una investigació pel seu compte.

## Repartiment

### Repartiment principal
- Aida Oset - Mamen Salvat
- Sònia Ninyerola - Leire Macià Torres
- Manel Llunell - Natxo Segarra

amb la col·laboració especial de
- Victòria Pagès - Lina Ayala
- Lluís Villanueva - Manel Garriga
- Roger Casamajor - Albert Compte
- Bea Segura - Marina Dinarès
- Andrew Tarbet - Robert Stockley

### Repartiment secundari
- Ivan Benet - Narcís Torres
- Lluís Marco - Ventura Torres
- Daniela Freixas - Ruth Torres
- Montse Morillo - Júlia Segarra
- Albert Triola - Pere Macià
- Judit Farrés - Sònia

### Repartiment recurrent
- José García Ruiz - Ricard
- Valeria Sorolla - Alba Planes
- Candela May - Iris Monegal
- Marc Aguilar - Samuel Dorca
- Jordi Garreta - Rai Torres
- Nerea Royo - Andrea Pons
- Marc Soler - Guillem Font
- Marc Pineda - Àlex Garriga Ayala

## Llista d'episodis
| Sèrie | Temp. | Títol         | Direcció      | Data d'estrena       | Audiència (espectadors / share) |
| ----- | ----- | ------------- | ------------- | -------------------- | ------------------------------- |
| 1     | 1     | «L'skate»     | Eduard Cortés | 17 de maig de 2021   | 481.000 (18,9%)                 |
| 2     | 2     | «L'arbre»     | Eduard Cortés | 17 de maig de 2021   | 439.000 (19,0%)                 |
| 3     | 3     | «La taquilla» | Patricia Font | 24 de maig de 2021   | 412.000 (15,9%)                 |
| 4     | 4     | «El mòbil»    | Patricia Font | 31 de maig de 2021   | Sense anunciar                  |
| 5     | 5     | «El vídeo»    | Patricia Font | 7 de juny de 2021    | 357.000 (14,8%)                 |
| 6     | 6     | «El túnel»    | Patricia Font | 14 de juny de 2021   | Sense anunciar                  |
| 7     | 7     | «L'informe»   | Eduard Cortés | 21 de juny de 2021   | 390.000 (15,8%)                 |
| 8     | 8     | «La nina»     | Eduard Cortés | 28 de juny de 2021   | Sense anunciar                  |
| 9     | 9     | «El xivato»   | Eduard Cortés | 5 de juliol de 2021  | 305.000 (13,6%)                 |
| 10    | 10    | «El passat»   | Eduard Cortés | 12 de juliol de 2021 | 371.000 (16,5%)                 |